# 617

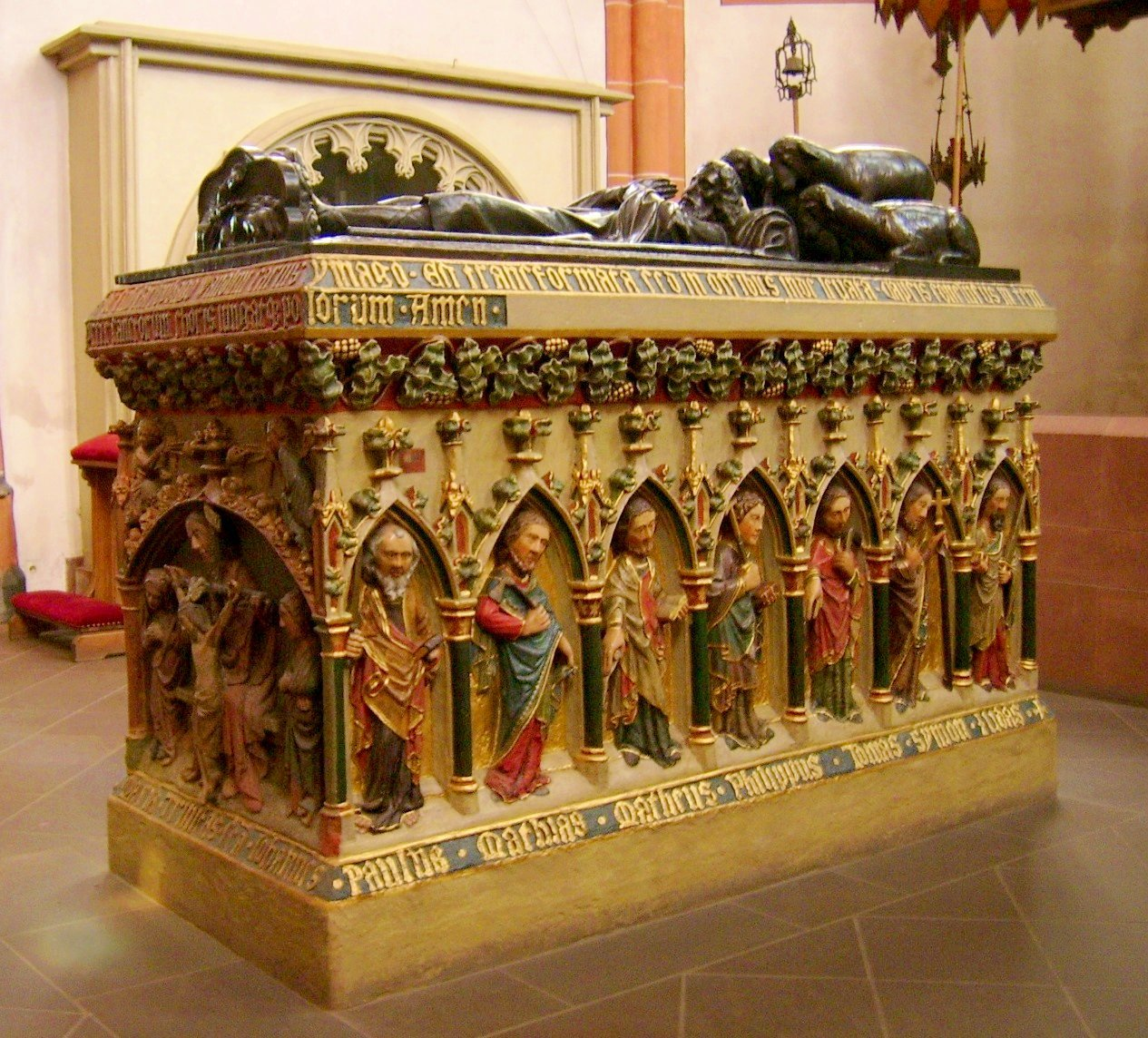
Graftombe van Wendelinus (ca. 555-617)

Het jaar 617 is het 17e jaar in de 7e eeuw volgens de christelijke jaartelling.

## Gebeurtenissen

### Europa
- Koning Chlotharius II benoemt Hugo (617-623) tot hofmeier van Austrasië. Hij is belast met de taak van de hofhouding en het beheer van de koninklijke goederen.
- Sigebert I (617-653) volgt zijn vader Saeward op die is gesneuveld tegen de West-Saksen. Sigebert bestijgt als koning de troon van Essex (Oost-Engeland).

### Azië
- De rebellen onder leiding van Li Yuān verslaan het Sui leger (30.000 man) in een vallei van de Gele Rivier en veroveren de Chinese hoofdstad Chang'an.

## Religie
- De heidenen komen in Kent in opstand en keren zich tegen het katholieke geloof. De bisschoppen van Londen en Rochester vluchten naar Gallië.

## Geboren
- Hadelinus van Celles, Frankisch abt (waarschijnlijke datum)
- Wonhyo, Koreaans boeddhistisch monnik (overleden 686)

## Overleden
- Namri Songtsen, koning van Tibet (waarschijnlijke datum)
- Wendelinus, Schots monnik